# گتان سفلی
گتان سفلی، روستایی در دهستان کنگان بخش مرکزی شهرستان جاسک در استان هرمزگان ایران است.

## جمعیت
بر پایه سرشماری عمومی نفوس و مسکن در سال ۱۳۹۵، جمعیت این روستا برابر با ۴۳۵ نفر (۱۰۳ خانوار) بوده‌است.